# Klokani
Klokani (Macropodiformes) představují podřád dvojitozubců (Diprotodontia). Jde o endemity australské oblasti. Klokani zahrnují dvě tradiční recentní čeledi: klokánkovité (Potoroidae) a klokanovité (Macropodidae), přičemž od Potoroidae byla vydělena ještě samostatná čeleď klokánkovití pětiprstí (Hypsiprymnodontidae), zahrnující pouze jediný žijící druh. K těmto čeledím je přidružována fosilní čeleď Balbaridae, někdy klasifikována i v rámci Macropodidae.
V rámci vnější systematiky je taxon Macropodiformes pokládán za příbuzný s kuskusy (Phalangeriformes) a possumy a příbuznými (Petauriformes), vzájemné fylogenetické vazby jsou nicméně sporné.
Klokani zahrnují jak menší všežravce, tak velké pozemní býložravce. Ve fosilním záznamu se poprvé objevují na konci oligocénu, na základě odhadů molekulárních hodin mohlo k odštěpení této linie dojít před 44–38 miliony lety. Kmenovou linii zřejmě představují balbaridé, na rozdíl od většiny moderních klokanů kvadrupedně se pohybující savci; bazální linii v rámci korunové skupiny pak představují Hypsiprymnodontidae. Evolučně nejodvozenější čeledi Macropodidae a Potoroidae společně sdílejí bipední pohyb a pouze jedno mládě na vrh. Druhově nejbohatší čeleď klokanů, Macropodidae, masivně diverzifikovala před asi 9 až 7,5 miliony lety, kdy vznikla většina moderních rodů (zřejmě v souvislosti s ochlazením klimatu a otevřením lesních komplexů).
V evoluci klokanů se často uplatňovaly různé chromozomální přestavby a změny karyotypu z ancestrálních 22 chromozomů. Objevovat se může systém pohlavních chromozomů XY1Y2.